# Erich Rafael

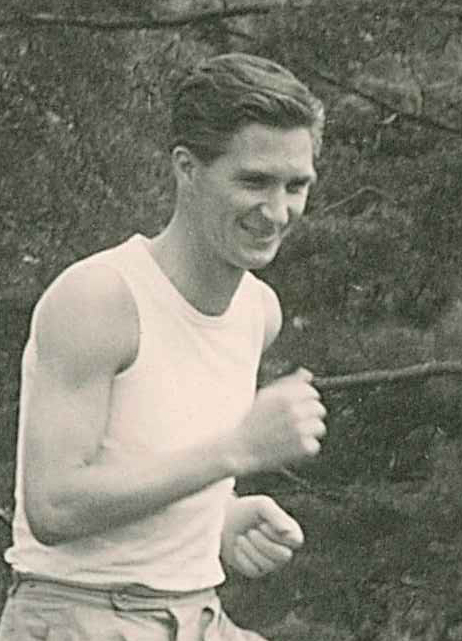
E. Rafael

Erich Rafael, genannt Der „Elch“ (* 8. Februar 1928 in Eichensee im Kreis Lyck (Ostpreußen); † 13. März 2010 in Uetersen) war ein deutscher Fußballspieler, der in der Fußball-Oberliga Hamburg spielte und Mitglied im Kader der deutschen Mannschaft bei den Olympischen Sommerspielen 1956 war.

## Leben
Rafael wurde 1928 in Eichensee geboren und verbrachte dort seine Kindheit. Nach dem Ausbruch des Zweiten Weltkrieges gelangte er aufgrund einer Kriegsverletzung mit einem Lazarett-Schiff über die Ostsee nach Dänemark und von dort aus schließlich nach Uetersen. Dort spielte Rafael ab 1945 zunächst beim TSV Uetersen als Mittelstürmer und kam als Abwehrchef zum Einsatz. Mit ihm feierte der Verein die größten Erfolge im Fußball und wurde 1950 Meister der drittklassigen Hamburger Germania-Staffel und stieg in die zweithöchste Spielklasse Deutschlands, der Hamburger Amateurliga auf, deren Meistertitel 1956/57 errungen wurde. 1956 wurde Rafael in den deutschen Olympiakader berufen. Erich Rafael spielte für den TSV Uetersen unter anderen gegen Aneby (Schweden) (1953), Hertha BSC (1956), bei den Aufstiegsspielen im Jahr 1962 zur Fußball-Oberliga Nord gegen den SC Alstertal-Langenhorn, Heider SV und SV Arminia Hannover, vor über 23.000 Fans. 1963 gegen den Hamburger SV. Als Spieler in der Liga wurde Rafael in 688 Spielen eingesetzt und schoss 272 Tore.
Sein Markenzeichen war eine Lederaktentasche, in der er seine Sportsachen zum Training und zu den Spielen trug.
Nach seiner Karriere als Spieler in der Liga wechselte Rafael in die Zweiten Herren, dann in die Alten Herren und schließlich in die Senioren. Mit der Seniorenmannschaft wurde Erich Rafael von 1986 bis 1990 Staffelmeister und 1990 Hamburger Pokalsieger. Zu Ehren „50 Jahre Fußballer Erich Rafael“ wurde er 1995 von der damaligen Alt-Liga des HSV Hamburg mit vielen ehemaligen Bundesligagrößen in Uetersen geehrt. Noch mit über 70 Jahren spielte er in der Superseniorenmannschaft des TSV Uetersen.